# For the Sake of the Song
Albums de Townes Van Zandt
Our Mother the Mountain
(1969)
For the Sake of the Song est le premier album de l'auteur, compositeur et chanteur de folk/country Townes Van Zandt publié en 1968. 
La majorité des chansons seront réenregistrées dans des versions plus dépouillées pour ses albums studio suivants.

## Liste des chansons
Tous les morceaux sont crédités Townes Van Zandt
| \| disque 1 \| disque 1 \| disque 1 \| disque 1 \| disque 1 \| disque 1 \| disque 1 \| disque 1 \| disque 1 \| disque 1 \| \| No \| Titre \| Auteur \| Durée \| \| \| \| \| \| \| \| -------- \| -------------------------------- \| -------- \| -------- \| -------- \| -------- \| -------- \| -------- \| -------- \| -------- \| \| 1. \| For the Sake of the Song \| \| 4:47 \| \| \| \| \| \| \| \| 2. \| Tecumseh Valley \| \| 2:43 \| \| \| \| \| \| \| \| 3. \| (Quicksilver Daydreams of) Maria \| \| 3:41 \| \| \| \| \| \| \| \| 4. \| Waiting 'Round to Die \| \| 2:25 \| \| \| \| \| \| \| \| 5. \| I'll Be There in the Morning \| \| 2:46 \| \| \| \| \| \| \| \| 6. \| Sad Cinderella \| \| 4:42 \| \| \| \| \| \| \| \| 7. \| The Velvet Voice \| \| 3:15 \| \| \| \| \| \| \| \| 8. \| Talkin' Karate Blues \| \| 3:07 \| \| \| \| \| \| \| \| 9. \| All Your Young Servants \| \| 2:59 \| \| \| \| \| \| \| \| 10. \| Sixteen Summers, Fifteen Falls \| \| 2:37 \| \| \| \| \| \| \| \| 34:43 \| \| \| \| \| \| \| \| \| \| |                                  |        |       |
| disque 1 |                                  |        |       |
| No | Titre                            | Auteur | Durée |
| 1. | For the Sake of the Song         |        | 4:47  |
| 2. | Tecumseh Valley                  |        | 2:43  |
| 3. | (Quicksilver Daydreams of) Maria |        | 3:41  |
| 4. | Waiting 'Round to Die            |        | 2:25  |
| 5. | I'll Be There in the Morning     |        | 2:46  |
| 6. | Sad Cinderella                   |        | 4:42  |
| 7. | The Velvet Voice                 |        | 3:15  |
| 8. | Talkin' Karate Blues             |        | 3:07  |
| 9. | All Your Young Servants          |        | 2:59  |
| 10. | Sixteen Summers, Fifteen Falls   |        | 2:37  |
| 34:43 |                                  |        |       |

## Réenregistrements
- For the Sake of the Song, (Quicksilver Daydreams of) Maria, Waitin' Around to Die, I'll Be Here in the Morning seront réenregistrés sur Townes Van Zandt
- Tecumseh Valley sera réenregistré sur Our Mother the Mountain
- Sad Cinderella sera réenregistré sur The Late Great Townes Van Zandt